# الكرامية

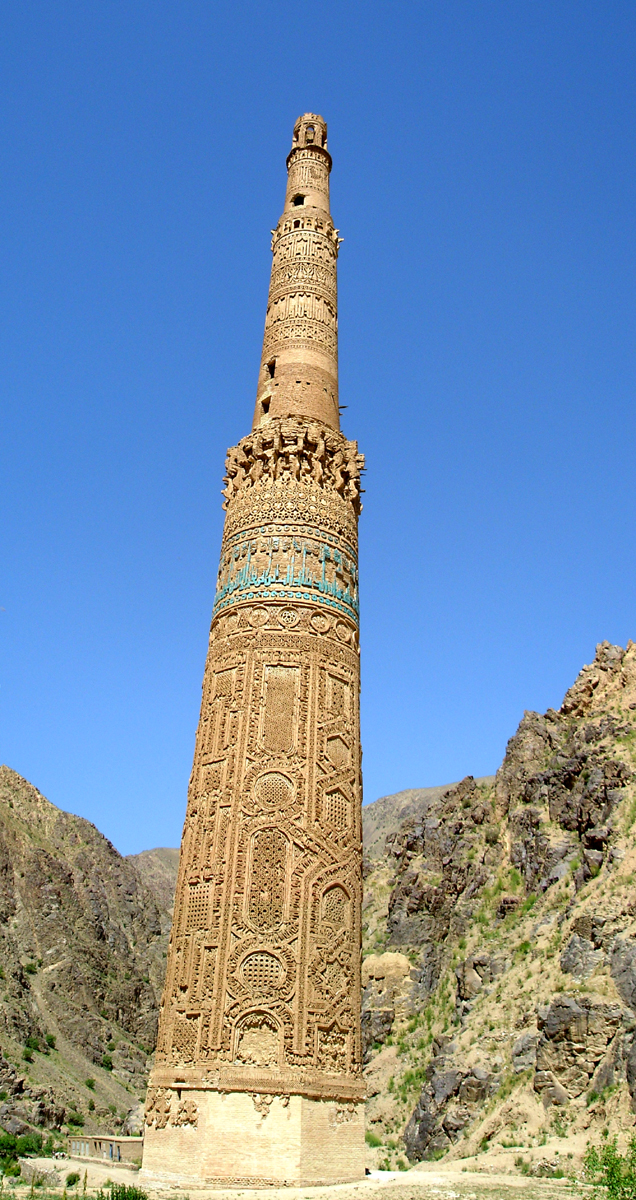

الكرَّاميَّة هي فرقة كلامية من فرق المرجئة، ظهرت في النصف الأول من القرن الثالث الهجري. ويعد قوله في الإيمان أشهر أقواله البِدعية، حيث زعمت الكَرامية أن الإيمان «هو القول باللسان دون المعرفة بالقلب، فمن نطق بلسانه ولم يؤمن  بقلبه فهو ليس مؤمن، وزعموا أن المؤمنين كانوا مؤمنين بالحقيقية». وتأتي أهمية الكرامية في الصدارة الأولى من مدارس علم الكلام لأن هذه المدرسة لم تسر على النمط التقليدي الذي لجأت إليه المدارس الأخرى من تأويلها للنصوص الدينية بل قامت بتجسيم وتشبيه الذات الإلهية بغيرها من الموجودات. 

## التسمية
وسُميت بذلك نسبة إلى مؤسسها وصاحبها الأول محمد بن كرام السجستاني.

## مؤسسها
سميت هذه المدرسة بالكرامية لارتباط نشأتها وانتماء تلاميذها إلى ابن كرام. أما عن نسبه فهو: أبو عبد الله محمد بن كرام بن عراق ابن حزابة بن البر. ولد في سجستان، ونسب مولده إلى قرية زرنج. وقد كان اللقب الذي اشتهر به والذي عُرف به لدى المؤرخين ولدى المدارس الكلامية هو ابن كرام. واسمه يمكن أن ينطق: أما بكسر الكاف وفتح الراء، أو ينطق: بفتح الكاف وتشديد الراء. وأما عن تحديد مولده بدقة، فإن الآراء مختلفة في هذا الصدد. غير أن أقربها إلى الصدق تلك التي تثبت أنه ولد في أواخر القرن الثاني الهجري عام 190 هـ. وابن كرام ليس عربياً في نشأته ومولده، وإنما هو رجل أعجمي آمن بالإسلام، من جملة أولئك الذين آمنوا به، بعد أن امتد الفتح الإسلامي إلى البلدان المجاورة للجزيرة العربية وغير المجاورة. ولهذا فإن فلسفته تعد نموذج لامتزاج الثقافة الإسلامية بالثقافة الفارسية، ولعل ذلك يفسر سر ما ذهب إليه من غلو في تجسيم الله.
مال ابن كرام إلى التفسير المادي، وانتهى إلى القول بوحدة الوجود، وقد كان رجلاً ورعاً، زاهداً أشد ما يكون الزهد، ومن هنا تناقضت الآراء بشأن نظرته وتفسيره للوجود. ولقد كانت وفاته ما يقرب من عام 255 هـ، بعد حياة حافلة بالصراع المرير، ذلك الصراع الذي كان موجهاً صوب أمرين: فلقد سعى إلى تأسيس مذهبه الجديد في البيئة الإسلامية إلى حد كبير جداً على أسس دينية فلسفية. وقد سعى من جهة أخرى إلى مواجهة خصومه، وما أكثرهم، محاولاً بيان تهافت محاولاتهم في النيل من مذهبه. ولم تمت الكرامية بموت مؤسسها ابن كرام لأن المدرسة صار لها أنصارها، كما صار لها بطبيعة الحال خصومها. والكرامية مثل أي مدرسة أخرى آمنت بالأصول الدينية الإسلامية، لكنها من جهة أخرى - كغيرها من المدارس - انقسمت فيما بينها بشأن فهم بعض هذه الأصول. ولذلك نجد أن هذه المدرسة قد تفرقت إلى عدة فرق تشترك فيما بينها في الخصائص والسمات الرئيسية للمذهب، لكنها تختلف من حيث التفاصيل. فالاختلاف عند الفرق الكرامية لم يكن بشأن المبادئ التي بنيت عليها، وإنما كان اختلافاً بشأن بعض المسائل الفرعية.

## أهم فرق الكرامية
يبدو أن الظروف السياسية كانت مناهضة في معظم الأوقات للكرامية، وليست الظروف السياسية فقط بل العوامل الأخرى الاجتماعية والدينية، حيث نجد أن معظم المؤرخين والمتكلمين يذكرون هذه الجماعة دائماً بالسوء، ويسعون إلى الحط والتقليل من شأنها، ولعل ما يوضح اضطهاد الكثيرين لهذه المدرسة هو أننا حتى الآن لم نجد مؤلفاً واحداً خاصاً بأحد رجالها. وهذا دليل على أن أيدي الخصوم قد امتدت بالتدمير إلى كل عمل كان يقوم به أحد رجال الكرامية. كذلك نجد أن المؤرخين يذكرون لهذه المدرسة فرقاً كثيرة، فلقد تعددت فرق الكرامية، وهناك من هذه الفرق من عرف واشتهر وذاع صيته، وهناك البعض الآخر الذي لا نعثر في الكتب والمراجع إلا على اسمه فقط. ومن أهم فرق الكرامية التي حافظت على المذهب: الإسحاقية، والهيصمية، والعابدية أصحاب عثمان العابد، والحيدية أنصار حيد بن زيد، والزرينية أتباع زرين، والسورمية، والتونية نسبة إلى زعيمها الروحي أحمد التوني، ثم المهاجرية أنصار إبراهيم بن مهاجر الذي وجد في النصف الأخير من القرن الرابع الهجري.

### الاسحاقية
سميت بهذا الاسم نسبة إلى زعيمها ومؤسسها أبي يعقوب اسحاق بن محمشاد النيسابوري. وقد ولد بنيسابور، غير أن تاريخ مولده لم يحدد بعد. ويبدو أن ولادته كانت في فترة مبكرة من بداية القرن الرابع الهجري، أما عن وفاته فتشير الروايات إلى أنه مات عام 383 هـ. ولقد كان ابن محمشاد النيسابوري رجلاً زاهداً، ورعاً، شأنه شأن استاذه ابن كرام. ويبدو أنه كان ذا بصيرة نفاذة وحجة قوية. كما أنه أيضاً كان مالكاً لناصية اللغة العربية، الأمر الذي جعل مهمته في تفسير النصوص الدينية أمراً هيناً، ولهذا فلا عجب أن يذكر المؤرخون أن على مذهبه أسلم ما يربو على خمسة آلاف نفر من أهل الديانات الأخرى. ولقد حمل لواء الاسحاقية ابنه أبو بكر الذي توفى عام 410 هـ.

### الهيصمية
مؤسس هذه الجماعة هو عبد الله محمد بن الهيصم هو الرجل الثاني في مدرسة الكرامية بعد مؤسسها ابن كرام. فقد كان لمدرسة الكرامية شأنها في الفترة التي تزعمها فيها هذا الرجل في القرن الرابع الهجري. فعلى يديه عاشت الكرامية عصرها الذهبي، وقد تكون الظروف السياسية في هذه الفترة بوجه خاص التي عاش تحت ظلها قد هيأت المناخ الفكري لهذه الجماعة لأن السلطان محمد بن سُبُكْتِكِيْن قد أيد هذه الجماعة وناصرها على حساب المذاهب الأخرى. وازدهار مدرسة الكرامية على يد ابن الهيصم يشير إلى أن الرجل كان داهية في مجال العلم والعمل. فالروايات كلها على أنه خبر أصول المعتزلة على يد أحد رجالها ثم انفصل عنها وعن غيرها من اتجاهات أخرى مكوناً لنفسه فرقة عرفت باسمه. ويشير المؤرخون إلى أن هناك مناظرات جرت بينه من جهة وبين كل من ابن فورك وأبو إسحاق الإسفراييني من جهة أخرى. وتأتي أصالة ابن الهيصم في أنه لم يتابع متابعة تقليدية عمياء لما نادى به ابن كرام، بل أنه حاول إصلاح بعض ما وقع فيه ابن كرام من قول بالتجسيم، وحلول الحوادث في ذات الله، فقال أن الجسمية تعني القيام بالنفس، أما الاستقرار على العرش فمعناه الفوقية. وبعد أن مات ابن الهيصم، قاد المذهب من بعده أحد تلاميذه وهو مجد الدين عبد المجيد محمد المعروف بابن القدوة. وقد ذهب المؤرخون إلى أن هناك مناظرات جرت بينه وبين بعض متكلمي الأشاعرة آنذاك وعلى رأسهم الإمام فخر الدين الرازي.

## المعتقدات
لكل مذهب ملامحه الخاصة التي تميزه عن غيره من المذاهب، وتأتي الكرامية من جملة المدارس التي لا يجد الباحث صعوبة في الوقوف على الخصائص العامة التي تشترك فيها فرق الكرامية، ومن هذه الخصائص ما يلي:
1. ترى الكرامية أن الله واحد في ذاته، واحد في أفعاله، واحد في وجوده، وهذه الوحدانية لا مجال للشك فيها.
2. ترى الكرامية أن هذا الواحد جسم كبير، غير أنها ترى أنه جسم لا كالأجسام.
3. وطالما أن الله الواحد جسم كبير أو هو جرم هذا العالم، فإن كل ما يحدث إنما يحدث في الذات الإلهية، أي أن الله محل للحوادث.
4. كذلك ترى الكرامية أن الله مستو على العرش استواء مادياً، بعكس ما ذهبت إليه سائر الفرق الأخرى، فهو مستو على العرش بمعنى أنه جالس عليه كما يجلس الواحد منا على الكرسي.
5. ولهذا فإن بعض رجال الكرامية تؤمن بصفة الفوقية، وهي تلك الصفة التي حاربتها معظم المدارس الكلامية.
6. وعند الكرامية نجد أن الحوادث لن تفنى ما دامت توجد بوجود الجرم الإلهي. فإذا كانت هي بمثابة الأعراض، وبما أن العرض لن يخلو منه جوهر، الذي هو الله هنا، فإنها رفضت القول بفناء العالم.

قال الشيخ أبو سعد المتولي النيسابوري في كتابه الغُنية في أصول الدين: «والغرض من هذا الفصل نفي الحاجة إلى المحل والجهة خلافًا للكرامية والحشوية والمشبهة الذين قالوا إن لله جهة فوق. وأطلق بعضهم القول بأنه جالس على العرش مستقر عليه، تعالى الله عن قولهم. والدليل على أنه مستغن عن المحل أنه لو افتقر إلى المحل لزم أن يكون المحل قديمًا لأنه قديم، أو يكون حادثًا كما أن المحل حادث، وكلاهما كفر. والدليل عليه أنه لو كان على العرش على ما زعموا، لكان لا يخلو إما أن يكون مِثْل العرش أو أصغر منه أو أكبر، وفي جميع ذلك إثبات التقدير والحد والنهاية وهو كفر. والدليل عليه أنه لو كان في جهة وقدرنا شخصًا أعطاه الله تعالى قوة عظيمة واشتغل بقطع المسافة والصعود إلى فوق لا يخلو إما أن يصل إليه وقتًا ما أو لا يصل إليه. فإن قالوا لا يصل إليه فهو قول بنفي الصانع لأن كل موجودين بينهما مسافة معلومة، وأحدهما لا يزال يقطع تلك المسافة ولا يصل إليه يدل على أنه ليس بموجود. فإن قالوا يجوز أن يصل إليه ويحاذيه فيجوز أن يماسه أيضًا، ويلزم من ذلك كفران: أحدهما: قدم العالم، لأنا نستدل على حدوث العالم بالافتراق والاجتماع. والثاني: اثبات الولد والزوجة.»

### عقيدتهم
جاء التعريف بعقيدتهم في الدرس 16 من سلسلة دروس في العقيدة للشيخ عبد العزيز الراجحي: «يقولون: إن الكلام ألفاظ ومعان وحروف وأصوات قائمة بذات الرب، والكلام يتعلق بقدرته ومشيئته سبحانه وتعالى، فهو يتكلم متى شاء إذا شاء كيف يشاء، وكلام الله نوعان: بواسطة وبغير واسطة، لكن كلام الرب حادث في ذاته كائن بعد أن لم يكن، بمعن: أن الرب كان معطلا عن الكلام، بل كان الكلام ممتنعا عليه ولا يستطيع الكلام في الأزل، ثم انقلب فجأة فصار ممكنا، قالوا: إن هناك فترة كان الرب لا يستطيع فيها أن يتكلم، بل إن الكلام ممتنع، أي: يستحيل على الله، ففي الأول كان الكلام ممتنعا ثم انقلب فجأة فصار ممكنا.وشبهتهم في ذلك أنهم قالوا: لو قلنا: إن الكلام قديم النوع، وإن الرب لم يزل متكلما للزم من ذلك التسلسل في الحوادث، فتكون الحوادث والمخلوقات متسلسلة في الأزل، وإذا تسلسلت انسد علينا طريق إثبات الصانع، فلا نستطيع أن نثبت وجود الله وأنه هو الأول، ففرارا من ذلك قالوا: هناك فترة لا يتكلم فيها الرب، فليس فيها كلام ولا حرف ولا فعل حتى يكون هو الأول، ثم بعد ذلك تكلم الرب وتسلسلت الحوادث، فلو قلنا: إن الرب لم يزل متكلما للزم من ذلك تسلسل الحوادث والمخلوقات، وإذا تسلسلت الحوادث والمخلوقات انسد علينا طريق إثبات الصانع، فلا نستطيع أن نثبت أن الله هو الأول.»

### فكرة التجسيم عن الكرامية
تعد فكرة الألوهية من الأفكار الرئيسية والقديمة، فأينما وجد العقل الإنساني فإنه يسعى إلى تحديد علاقته بهذه الفكرة أو ما يماثلها، سواء كانت هذه العلاقة إيجابية أو سلبية. والألوهية كفكرة تشكلت على مر العصور بصور متعددة، وقد تأرجحت بين المادية الخالصة وبين المثالية الخالصة. وإذا أردنا أن نبحث عن الأصول التاريخية لهذه الفكرة، والتي يمكن أن تكون الكرامية قد أستفادت منها، لوجدنا عدة تيارات ثقافية متباينة، من أهمها:
أولاً اليهودية: ومن أهم الخصائص التي أمتاز بها اليهود عامة نزعتهم الحسية، التي تسعى إلى تصوير كل شيء تصويراً حسياً. وحينما نزلت التوراة باعتبارها أول كتاب سماوي، راعى هذه الخاصية التي تكمن في أعماق هذا الشعب. فقد صورة التوراة في سفر التكوين تكوّن الموجودات تصويراً مادياً خالصاً، كما صورت الله أيضاً في صورة تجسيمية تشبيهية فلقد ورد في الإسرائيليات أن الله خلق آدم بيده، وخلق جنة عدن بيده وكتب التوراة بيده. ويحكي لنا أبو اليسر البزدوي صاحب كتاب أصول الدين أن عامة اليهود قالوا: أن الله جسم في صورة الآدمي، لحم ودم. ويحكون عن النبي دانيال أنه قال: رأيت قديم الأنام أبيض الرأس والبدن، جالساً على العرش، واضعاً قدميه على الكرسي. واضح إذن أن اليهود يجسمون الله، ولا شك أن هذا التراث الديني كان معروفاً لدى المسلمين، ومن ثم فقد وقف عليه ابن كرام وعرفه.
ثانياً المسيحية: انتهى هذا التيار الديني إلى القول بحلول الطبيعة اللاهوتية في الناسوتية، وقد تمثل ذلك في شخصية المسيح، وقد انتقلت الآراء المسيحية إلى المسلمين، وقدم الشهرستاني هذه الآراء وبين اختلاف المسيحيين بشأنها في كتابه الملل والنحل.
وإلى جانب هاتين الديانتين، كانت هناك أيضاً تيارات أخرى، منها: الزرادشتية والديصانية والماندية والمزدكية والحرنانية، وكلها تشير إلى تجسيم أهل هذا العالم وعلته. بالإضافة إلى هؤلاء أيضاً أصحاب الهياكل والأشخاص، عبدة النجوم والكواكب وعبدة الأوثان. فهم جميعاً اعتقدوا أن هذه الهياكل، حية، تحس بما يدور بخلدهم، ولهذا اتخذوها واسطة تقربهم من الرب. ومن هذه الإشارات والتنبيهات الموجزة، يتضح لنا كيف أن نزعات التجسيم كانت متغلغلة في البيئة العربية قبل الإسلام وبعده، وكانت واضحة في تلك البلاد التي أمتد إليها الفتح الإسلامي وخاصة بلاد فارس.

### بدايات التجسيم عند المسلمين
تطالعنا الروايات بأن أول المشبهة والمجسمة في العالم الإسلامي كانوا من غلاة الشيعة وبوجه خاص السبائية حيث نادت بقداسة وألوهية علي بن أبي طالب، وهم الذين نقلوا فكرة التجسيم إلى بعض الفرق الأخرى. والآراء كلها على أن هشام بن الحكم أول مجسم ظهر بين متكلمي الإسلام. ويذكر الشهرستاني أن هشام بن الحكم جرت بينه شيخ المعتزلة العلاف مناقشات حول علم الكلام.
ويحكي أبو الحسن الأشعري في في كتابه مقالات الإسلاميين أن الهشامية - أصحاب هشام بن الحكم - يذهبون إلى أن الله جسم وله نهاية وحد، وأنه طويل وعريض وعميق، طوله مثل عرضه، وعرضه مثل عمقه، وقرروا أنه نور ساطع، وأنه في مكان دون مكان، وهو نفسه لون، وذهبوا إلى أن الله قد كان لا في مكان، ثم حدث المكان بأن تحرك فحدث المكان بحركته، وكان فيه. هشام بن الحكم إذن يرى أن الله جسم، وأن بين الله والأجسام تشابه بوجه من الوجوه، ويحكي كما يذهب إلى ذلك الكعبي المعتزلي، أن هشام بن الحكم يقول: أن الله جسم ذو أبعاض، وله قدر من الأقدار، ولكن لا يشبه شيئاً من المخلوقات ولا يشبهه شيء، وأنه (أي هشام) قال: هو (أي الله) سبعة أشبار بشبر نفسه، وأنه في مكان مخصوص وجهة مخصوصة وأنه يتحرك، وحركته فعله وليست من مكان إلى مكان، وقال أيضاً: هو متناه بالذات غير متناه بالقدرة. أما أبو عيسى الوراق فيقول: ذهب هشام إلى القول أن الله تعالى مماس لعرشه، لا يفضل منه عن العرش ولا يفضل من العرش شيء عنه.
ومما استحدث في عصر السلف بدعة الكلام في صفات الله تعالى، ولما كان من أساسيات العقيدة الإسلامية وجوب التنزيه لله تعالى في وصفه بالكمال المطلق، ودلت عليه النصوص كقوله تعالى: «ليس كمثله شيء» فقد بالغت القدرية (المعت زلة) في التنزيه مما أدى إلى استحداث بدعة القول بإنكار بعض الصفات الثابتة بالنص، ومن ثم أطلقوا على المعتزلة معطلة، وبالمقابل فقد ظهر في عصر السلف مبتدعة بالغوا في إثبات الصفات، اتبعوا المتشابهات من النصوص وفسروها بحسب الظاهر، فوقعوا في التجسيم المناقض لآيات التنزيه الصريح، ومنها بدعة محمد بن كرام السجستاني، في القول بالتجسيم وتنسب إليه الكرامية، وهم أقرب الفرق إلى الخوارج، وقد نصرهم محمود بن سُبُكْتِكِيْن السلطان -وكان من الكرامية-، وصب البلاء على أصحاب الحديث والشيعة من جهتهم. وقد ذكر أبو الحسن الأشعري في مقالات الإسلاميين واختلاف المصلين أن المجسمة انقسموا إلى ستة عشر فرقة.
قال ابن خلدون في مقدمته: «وشذ لعصرهم مبتدعة اتبعوا ما تشابه من الآيات وتوغلوا في التشبيه ففريق أشبهوا في الذات باعتقاد اليد والقدم والوجه عملا بظواهر وردت بذلك فوقعوا في التجسيم الصريح ومخالفة آي التنزيه المطلق التي هي أكثر موارد وأوضح دلالة لأن معقولية الجسم تقتضي النقص والافتقار وتغليب آيات السلوب في التنزيه المطلق التي هي أكثر موارد وأوضح دلالة أولى من التعلق بظواهر هذه التي لنا عنها غنية وجمع بين الدليلين بتأويلهم ثم يفرون من شناعة ذلك بقولهم جسم لا كالأجسام وليس ذلك بدافع عنهم لأنه قول متناقض وجمع بين نفي وإثبات إن كان بالمعقولية واحدة من الجسم وإن خالفوا بينهما ونفوا المعقولية المتعارفة فقد وافقونا في التنزيه ولم يبق إلا جعلهم لفظ الجسم اسما من أسمائه ويتوقف مثله على الإذن. وفريق منهم ذهبوا إلى التشبيه في الصفات كإثبات الجهة والاستواء والنزول والصوت والحرف وأمثال ذلك وآل قولهم إلى التجسيم فنزعوا مثل الأولين إلى قولهم صوت لا كالأصوات جهة لا كالجهات نزول لا كالنزول يعنون من الأجسام واندفع ذلك بما اندفع به الأول. وقال ابن خلدون: «ولم يبق في هذه الظواهر إلا اعتقادات السلف ومذاهبهم والإيمان بها كما هي لئلا يكون النفي على معانيها بنفيها مع أنها صحيحة ثابتة من القرآن».
وعقيدة التوحيد تقوم على أساس توحيد الله ونفي الشريك عنه والعلم أن مسبب الأسباب وموجدها المتصف بالكمال المطلق هو الله الواحد الذي لا شريك له، والذي دلنا على ذلك هو الشرع وليس العقل، أي: أن الله أرسل الرسل وأوحى إليهم بأنه هو الله الخالق وحده لا شريك له، فإذا تحقق العلم بوجود الله وحصل الإيمان به فذلك هو التوحيد، وكل ما يقع في النفس من تصورات أو تخيلات فهو الذي يجب الانصراف عنه؛ لأنه من دواعي الضلال، وعندما قال مشركوا مكة: يا محمد صف لنا ربك، قايسوا بما اعتادوا عليه من عبادة الأصنام المجسمة حسب أفهامهم فأنزل الله: ﴿إن في خلق السموات والأرض..﴾ الآية فبين الله أن حصول الإيمان بالله إنما يكون في النظر والتدبر في المخلوقات، وكل ما خطر ببالك فالله بخلاف ذلك، وترك الإدراك إدراك. وأمهات العقائد الإيمانية معللة بأدلتها العقلية وأدلتها من الكتاب والسنة كثير وهي معلومة ومقررة، وما وقع من الخلاف في العقائد أكثره من اتباع المتشابه.

### فكرة الذات الإلهية والجسم عن الكرامية
تابعت الكرامية هشام بن الحكم متابعة كاملة وتأثرت به أشد ما يكون التأثر، فقد ذهب ابن كرام في معرض حديثه عن مفهوم الذات الإلهية فقال: أن المعبود على العرش مستقر، وأنه بجهة فوق ذاتاً وأطلق عليه اسم الجوهر. ويضيف ابن كرام: أن الله أحدي الذات أحدي الجوهر وأنه مماس للعرش من الصفحة العليا، وجوز عليه الانتقال والتحول والنزول على الحقيقة. ومن الكرامية من قال: أنه على بعض أجزاء العرش، ومنهم من قال: امتلأ به العرش، وصار المتأخرون منهم إلى القول: أنه تعالى بجهة فوق وأنه محاذ للعرش. ويذكر عبد القاهر البغدادي في كتابه الفرق بين الفرق أن ابن كرام ذهب إلى القول أن معبوده جسم له حد ونهاية من تحته والجهة التي منها يلاقي عرشه. أما أبو اليسر البزدوي فيحكي عن ابن كرام ما يقرب من هذا أيضاً، وأنه كان يذهب إلى أن بعض الكرامية قالوا: أنه جسم تسمية لا حقيقة، وقالوا جسم لا كالأجسام. ويؤيد في ذلك أبو المعين النسفي صاحب كتاب تبصرة الأدلة في أصول الدين فيذكر أن الكرامية تقول بأن الله جسم اسماً لا حقيقة، فيقولون لا نعني بقولنا أنه جسم أنه متبعض، متجزئ، متركب، بل نريد أنه القائم بالذات، وعندهم أن الله مستقر على العرش، لكن بعضهم قال: له ست جهات كما لسائر الأجسام، وقال بعضهم: له جهة واحدة لا غير، استقر بها على العرش.
أما بعض الكرامية ذهبوا إلى أن الله جسم تسمية لا حقيقة فيقولون: أن الله لا مكان له، ولكن هو في العلو فوق السماوات السبع، واثبتوا له جهة واحدة، واحتجوا بقوله تعالى: (إليه يصعد الكلم الطيب). وعند الكرامية نجد أن الله تعالى متكلم على الحقيقة بكلام حادث قائم به، وأنهم يجوزون حدوث الأشياء بالله تعالى، بل ذهبوا إلى أن الله يُرى كما تُرى سائر الأجسام. وينسب سيف الدين الآمدي صاحب كتاب أبكار الأفكار نفس هذه الآراء السابقة إلى الكرامية فيقول أنهم اتفقوا على أن الله تعالى مستقر على العرش وأنه مما يجب عليه الحركة والانتقال والنزول. ومنهم من قال: امتلأ به العرش، ومنهم من قال غير متناه. ومنهم من أطلق لفظ الجسم عليه تعالى ثم منهم من أثبت كونه متناهياً من جميع جهاته. ومنهم من أثبت له النهاية من جهة تحت دون غيرها. ومنهم من نفى النهاية عنه مطلقاً، واتفقوا على جواز حلول الحوادث بذاته.

### أدلة الكرامية على جسمية الله
هناك عوامل داخلية ساعدت على تأكيد فكرة التجسيم لدى البعض، فالمشبهة والمجسمة وان اعتمدوا في بادئ الأمر على العوامل الخارجية مثل التراث الأجنبي، إلا أنهم أوضحوا عقيدهم أيضاً على ضوء النقل والعقل. أما بخصوص النقل فقد فسروا بعض الآيات القرآنية تفسيراً يتفق مع مذهبهم الذي جسموا من خلاله الله. ومن هذه الآيات: (خلقت بيدي) و (السموات مطويات بيمينه) وقوله (بل يداه مبسوطتان) و (السماء بينيناها بأيد) و (نجري بأعيينا) وقوله (ويبقى وجه ربك) وقوله (في جنب الله) وقوله (استوى على العرش) و (وجاء ربك) وقوله (وجوه يؤمئذ ناضرة إلى ربها ناظرة) فهذه الآيات من وجهة نظر الكرامية لا يمكن أن تفسر إلا على ضوء أن الله كائن متجسد متشخص. أما من الأدلة العقلية التي لجأت إليها المجسمة للبرهنة على أن الله جسم فكثيرة، منها:
أن الله فاعل، وكل فاعل لابد أن يكون جسماً، لأن كل ما نشاهده فاعلاً هو بالضرورة جسم، فقالوا: «كل من كان كذلك (فاعلاً) يجب كونه جسماً، ومن لا يكون جسماً، لا يصح كونه قادراً عالماً، فثبت أن المصحح لذلك كونه جسماً». وفي شرحه لهذا الدليل يقول هشام بن الحكم: أنه ليس في المعلومات إلا حاضر وغائب، والحاضر بحضرته مستغن عن الدليل، وإنما يحتاج الغائب إلى الدليل، فإذا لم يكن شيء سوى هذين، وجب أن يكون الحاضر دليلاً على الغائب. والاستدلال لا يخلو من ثلاثة أوجه: أما أن نسوي بينهما من جميع الوجوه أو نفرق بينهم من كل وجه أو نسوي من وجه ونفرق من وجه. وبطل الأول لأنه يوجب كونه محدثاً محتاجاً، وبطل الثاني لأنه يوجب أن لا يستحق شيئاً من الصفات، فلم يبق إلا الثالث، فلابد من مشابهة بينهما لتدل عليه وقد ثبت أن في الشاهد لا يكون فاعلاً قادراً حياً إلا جسماً أو عرضاً، وإذا لم يكن عرضاً، لابد أن يكون جسماً. ومما ذهبوا إليه أيضاً في بيان جسمية الله أن أحد طرق معرفتنا لله سبحانه وتعالى هو هذه الأجسام ذاتها. فلو لم تشبهه من وجه لما دلت عليه، لأن الشيء - على حسب زعمهم - إنما يدل على شبيهه. وذهبوا أيضاً إلى أن الموجودات على ضربين: قائم بنفسه ومحتاج إلى محل والأول هو الجسم، وهو سبحانه قائم بنفسه وذلك فهو جسم.
وهذه هي أهم الحجج التي تسوقها المجسمة والتي تثبت من خلالها أن معبودهم جسم لا كالأجسام.

### فكرة العالم عند الكرامية
ذهب ابن كرام، كما حكى أبو الفتح الشهرستاني وفخر الدين الرازي، إلى أن الله أحدي الذات أحدي الجوهر فذاتية الله وجوهريته واحدة، وهذا الذاتية والجوهرية الواحدة جسم، وجسم لا كالأجسام، فالله هو الجسم في ذاته وفي جوهره، وما عدا الله وما سواه فليس جسماً على الإطلاق. والجسم هو الموجود، وهو القائم بنفسه أو بذاته، ولقد آمن ابن كرام بأن هناك جسماً ولا جسم، أو بأن هناك جسماً وفعلاً، وكان لابد له أن يدرج الله تحت أحد هذين القسمين فاعتبر الله جسماً والموجودات لا أجسام، بل أفعال.
فلقد عد ابن كرام المادة واحدة أي جسماً واحداً، فليس في العالم إلا الأجسام بأعراضها، ومحال أن يكون الله عرضاً، وهذا يعني أن الوجود واحد، فليس هناك عالم من جهة وإله من جهة أخرى، بل وحدة وجود كاملة وتامة، فالوجود جسم واحد هو الله، وما عدا ذلك أفعال وأعراض ليست هي الله لكنها تخلق وتفنى في الله. وهذا هو ما ذهب إليه هشام بن الحكم إذ رأى أن الوجود كله جسم، بما في ذلك الألوان والطعوم والروائح، فإذا أخذنا في الاعتبار أن ابن كرام ومعه ابن الحكم، يعدون الله جسماً متناهياً، أدركنا أن ذاته محل للحوادث، من حيث أن أي جسم مردود إلى جسمية الله، أو أن الأجسام المتعددة والمختلفة في العالم ذرات وأجزاء بالنسبة إلى الجسم الكبير - أي جسم الله على حسب زعمهم - الذي تجتمع فيه وتفترق، فتكون ذات الله مخالطة لما في العالم من قاذورات ونجاسات وما شاكل ذلك. ولقد ذكر ابن حزم في هذا الصدد على لسنا حال محمد بن الحسن بن فورك أن الكرامية تقول: «أن الله تعالى يفعل كل ما يفعل في ذاته، وأنه لا يقدر على إفناء خلقه كله، حتى يبقى وحده كما كان قبل أن يخلق. وقالوا أيضاً: أن كلام الله تعالى أصوات وحروف هجاء مجتمعة كلها أبداً لم تزل ولا تزال».
لقد ذهب ابن كرام إلى أن أقوال الله وإرادته وإداركاته للمرئيات وإدراكاته للمسموعات وملاقاته للصفحة العليا من العالم، أعراض حادثة فيه، وهو محل لتلك الحوادث الحادثة فيه. هذا ما قرره لنا الإمام عبد القاهر البغدادي في كتابه الفرق بين الفرق. أما أبو الفتح الشهرستاني فقد ذكر أن الكرامية ترى أن ما يحدث في ذات الله، فإنما يحدث في ذاته بقدرته، وما يحدث مبايناً لذاته فإنما يحدث في ذات الله بواسطة الأحداث. والخلق عبارة عن القول والإرادة و«الإحداث هو الإيجاد والإعدام الواقعان في ذاته بقدرته من الأقول والإرادات، والمحدث ما باين ذاته من الجواهر والأعراض». فالكرامية، كما هو واضح، تفرق بين الخلق والمخلوق والإيجاد والموجودات، والموجد وكذلك بين الإعدام والمعدوم، فالخلق إنما يقع بالخلق والخلق يقع في ذاته بالقدرة، والمعدوم إنما يصير معدوماً بالإعدام الواقع في ذاته بالقدرة ففي ذاته سبحانه حوادث كثيرة: الأخبار عن الأمور الماضية والكتب المنزلة على الرسل والقصص والوعد والوعيد، والأحكام والتسمعات والتبصرات أي ما يجوز أن يسمع ويبصر. تقول الكرامية: «أن معبودهم محل للحوادث، وأن أقواله وإرادته وإدراكاته للمرئيات، وإدراكاته للمسموعات، وملاقاته الصحفة العليا من العالم، أعراض حادثة فيه، وهو محل لتلك الحوداث الحادثة فيه وسموا (أي الكرامية) قوله تعالى للشيء» كن«خلقاً للمخلوق، وأحداثاً للمحدث وإعداماً للذي يعدم بعد وجوده، ومنعوا من وصف الأعراض الحادثة فيه بأنها مخلوقة أو مفعولة أو محدثة».
فالشيء لا يكون ولا يفسد إلا من خلال حوادث تقع في ذات الله سبحانه، بحيث لا يحدث في العالم جسم أو عرض إلا بعد حدوث أعراض كثيرة في ذات الله، منها:
1. إرادته لحدوث ذلك الحادث.
2. قوله لذلك الحادث «كن» على الوجه الذي علم الله حدوثه عليه.
3. رؤية تحدث فيه، يرى بها ذلك الحادث، وإن لم تحدث فيه الرؤية لم يره.
4. استماع يحدث فيه يسمع به ذلك الحادث، وإن لم يحدث فيه ذلك التسمع لم يسمعه.

ومن جهة إعدام الشيء فلابد لأجل ذلك من:
1. إرادة الله لعدم ذلك وهي بالطبع إرادة محدثة.
2. قوله لمن يريد عدمه كن معدوماً أو افن، ففي الله إذن حوادث، أحداث ما يحدث وإعدام ما يعدم.

ولقد ذهبت الكرامية إلى أن الحوادث وإن كانت تحدث في ذات الله، إلا أن حدوثها لا يوجب لله تعالى وصفاً وليست هي نفسها صفات له. فيذكر الشهرستاني عن الكرامية أنهم أجمعوا على أن الحوادث لا توجب لله تعالى وصفاً ولا هي صفات له، فتحدث في ذاته هذه الحوادث من الأقوال والإرادات والتسمعات والتبصرات... ولا يصير بخلق هذه الحوادث محدثاً ولا خالقاً، وإنما هو قائل بقائليته وخالق بخالقيته ومريد بمريديته، وذلك قدرته على هذه الأشياء.
والواقع أن آراء الكرامية في نظرتها إلى العالم، يمكن عده جسماً واحداً، وهو قديم أزلي لا أول له، وليس هناك فرق بين الخالق والمخلوق. ويتحدث الكرامية عن حدوث العالم والحوادث في ذات الله، لكن بنظرة أعمق كانت ستاراً يخفي وراءه حقيقة القول بقدم العالم. ذلك أن التأثير الأفلاطوني واضح تماماً، وهو القول بقدم الهيولى المطلقة الخالية عن الأعراض بادئ الأمر، ثم بعد ذلك حدثت الحوادث (الأعراض) في هذه الهيولى. فالكرامية جعلت الله سبحانه وتعالى أشبه بالمادة المطلقة عند أفلاطون، وحدوث الحوادث بمثابة حدوث الأعراض في المادة المطلقة. وهذه النقطة تؤدي إلى نقطة هامة، وهي أزلية العالم وقدمه. فإذا كان الله جسماً كبيراً - على حسب اعتقاد الكرامية - ومن حيث أنه لا يوجد شيء خارج هذا الجسم ومن حيث أن هذا الجسم قائم بذاته وموجود بذاته، ليس عن شيء ومن حيث أن أحداً لم يتدخل في إيجاد هذا الجسم الكبير، لأنه موجود بصفة دائمة، ولما كانت الحوادث كلها، وهي المكونة لجوهر هذا الوجود، تحدث داخل الجسم، لهذا كله فإن العالم قديم بالضرورة ولا أول له. ولذلك فلا يصح القول بأن هذا الجسم مخلوق لأنه لا يصح القول بأن الله كذلك. ومعلوم أن الكرامية قد سوت بين الجسم الكلي والله وعدت هذا الأخير جسماً كبيراً يشتمل على سائر الموجودات الأخرى، ويضاف إلى ذلك أن العالم أبدي إذ أن فناءه ممتنع، إلا إذا عدم الله ذاته، لأن الكون والفساد يلحق بالجوهر والجوهر لا يخلو من الحوادث، ولو خلى الجوهر عن ما يحدث فيه لكان في ذلك فناء للجوهر ذاته. ويبين الشهرستاني هذه النقطة فيقول: ومن أصلهم أن الحوادث التي يحدثها (الله) واجبة البقاء حتى يستحيل عدمها، إذ لو جاز عليها العدم لتعاقبت على ذاته الحوادث ولشارك الجوهر في هذه القضية، وأيضاً فلو قدر عدمها فلا يخلو أما أن يقدر عدمها بالقدرة وبإعدام يخلقه في ذاته، ولايجوز أن يكون عدمها بالقدرة، لأنه يؤدي إلى ثبوت المعدوم في ذاته بالقدرة من غير واسطة إعدام، ولجاز حصول سائر المعدومات بالقدرة، ثم يجب طرد ذلك في الموجود حتى يجوز وقوع موجد محدث في ذاته وذلك محال عندهم، ولو فرض إعدامها بالإعدام لجاز تقدير عدم ذلك بالإعدام فيتسلسل، فارتكبوا لهذا التحكيم استحالة عدم ما يحدث في ذاته.
ولقد ذهب ابن تيمية إلى أن الجهمية رأت ذلك قبل هشام بن الحكم والكرامية، لكن هذا الرأي يحتاج إلى إعادة نظر، ذلك أن الجهمية لا تقول بوحدة الوجود البتة، بل لقد كان نفيها للصفات الإلهية بدافع من تنزيه الله عن كل الأشياء الحادثة، وابن تيمية هو الذي حاول بكل جهده أن يرد إلى جهم بن صفوان ومن تبعه القول بوحدة الوجود، ويرد إليه كذلك القول بما نادت به الثنوية والدهريون وغيرهم ويكفي أن ذكر أصلين للجهمية حتى يتضح خطأ هذا الرأي.
- الأصل الأول: أن الله ليس متمكناً في السماء.
- الأصل الثاني: أنه ليس فوق الكرسي وفوق العرش.

فهذان الأصلان يوجبان تماماً مخالفة الله للحوداث وتنزيهه عن كل ما يخالفه. وحتى إذا أضاف ابن تيمية أصلاً ثالثاً: أنه في كل مكان، فإن هذا لا يدل على جسمية الله البتة، بل يدل على أنه سبحانه غير متمكن في مكان محدد، أو أنه في جهة من الجهات. وقد يتفق معهم كذلك، أو بمعنى أدق قد يتفقون معه في أن لكل محدث علماً لكن الاتفاق في ناحية كهذه لا يدل على أن جهماً ذهب إلى ما ذهبت إليه الكرامية فيما بعد. كذلك فإن العالم على ضوء مذهب الكرامية أصبح إلهياً فقد أتحدت الطبيعة النورانية بالطبيعة العنصرية وأصبحتا شيئاً واحداً، فهنا وحدة وجود تامة، لذلك فإن الطبيعة تقوم بما يقوم الإله، فلها القدرة على الخلق والإبداع والتصوير، وهذه الطبيعة حية ويجب أن تكون كذلك، فيها ولادة وفناء، وفيها حركة وسكون، ومنها تنشأ الموجودات وفيها تنمو وإليها ترد عند فنائها. وبالجملة فإن أحوال الموجودات الظاهرة أمام الحس كلها بمثابة عوارض وأحداث داخل الجوهر المادي الذي هو الأصل في وجود الموجودات والأشياء.

### مفهوم الإيمان عند الكرامية
يعد مفهوم الإيمان من أهم المفاهيم الإسلامية لأنه يتعلق بكل من الشريعة والعقيدة معاً. وهو درجة أعلى بكثير من درجة الإسلام، فليس كل مسلم مؤمن، لكن لا شك أن كل مؤمن هو بالضرورة مسلم، فالإيمان مرتبة رفيعة من مراتب التوحيد والعقيدة. وموقف الكرامية من الإيمان موقف فاق الفرق الأخرى. تذهب الكرامية إلى القول بفطرية الإيمان، فالإيمان ليس صفة أو خاصية يكتسبها المرء من خلال خبرته اليومية، من خلال اعتماده على الحس والعقل. فالكرامية ترى أن الإيمان موجود في النفس الإنسانية قبل أن يخرج المرء إلى حيز الوجود الخارجي. ولقد بث الله سبحانه هذا الإيمان في كل نفس إنسانية، فالسعي نحو الله والشوق إليه ومحاولة الاتصال به، دليل قاطع على أن الإيمان به سبحانه مغروز في جبلة المرء، ولو لم يكن الأمر كذلك لما عرف الناس ربهم. لقد ذهبت الكرامية إلى قولها ذلك بناء على تفسيرها لقول الله سبحانه حينما جمع ذرية آدم من الأزل قائلاً لهم (ألست بربكم، قالوا: بلى) إن هذا الإقرار القاطع بربوبية الله ووحدانيته سبحانه في عالم الذر هو أعلى درجات الإيمان والتصديق به عند الكرامية. وما دام الإيمان هكذا مركوزاً في النفس الإنسانية، فإنه سيظل باقياً خالداً، ما بقيت هذه النفوس، ولهذا ترى الكرامية أن المرء حينما يقول «لا إله إلا الله» فإن قوله هذا ليس قولاً جديداً بكراً إن صح التعبير وإنما هو تكرار وتأكيد لما سبق أن أقره المرء وأكده وهو في عالم الذر. لاحظ هنا التشابه الكبير بين عملية التذكر عند أفلاطون وبين ما يقوله ابن كرام. ولاحظ أيضاً كيف أن الحب الخاص بالله وفرطيته وكيف أنه مغروز في النفس .. يمكن أن يكون هناك تشابه بين هذا وبين فكرة العشق الأرسطية.
ومعنى هذا أن تكرار الشهادة عن الكرامية ليس له شأن يذكر لأنه من قبيل تحصيل الحاصل، إذ لا يفعل المرء بقوله هذا أكثر مما فعله في حياة الذر الأولى، تلك الحياة التي آمنت فيها الأرواح بوحدانية الله قبل أن تهبط إلى الأبدان. وعلى ذلك فقد فصل الكرامية بين الإيمان وبين العمل لأن الإيمان عندهم ثابت لا يزيد ولا ينقص، أما العمل فإنه بخلاف ذلك. يقول سيف الدين الآمدي في هذا الصدد على لسانهم: إن الإيمان باق في جميع الخلائق على السوية سوى المرتدين. وخطورة هذه الفكرة تكمن في أن الكرامية قد سوت بضربة واحدة بين الذين يعملون والذين لا يعملون، بين المجاهدين وغير المجاهدين. لقد ذهبوا إلى أن المنافقين في عهد الرسول كانوا مؤمنين، وأن إيمانهم لا يقل عن إيمان جبريل وميكائيل وغيرهما من ملائكة!
لم تهتم الكرامية إذا بشهادة التوحيد الصادرة عن المؤمنين لأنها أشبه بحكم تقريري يعبر عن ما هو حادث بالفعل. ولكن اهتمام الكرامية كان متعلقاً بشهادة المرتدين. أولئك الذين جحدوا في حياتهم الدنيا ما سبق أن أقروا وصدقوا به في عالم الذر، فهؤلاء عند الكرامية هم الكفار. هؤلاء ينبغي أن يعودوا إلى إيمانهم الأول وأن يقروا بالوحدانية، وهنا يكون لقولهم «لا إله إلا الله» معنى جديداً إذ أنه يمثل من ثم إيماناً بعد كفر. يقول عبد القاهر البغدادي في هذا الصدد: «ثم أن الكرامية خاضوا في باب الإيمان، فزعموا أنه اقرار فرد على الابتداء، وأن تكريره لا يكون إيماناً إلا من المرتدين إذا أقر به بعد ردته. وزعموا أيضاً أنه هو الإقرار السابق في الذر الأول في طلب النبي عليه السلام، وهو قولهم: بلى. وزعموا أيضاً أن المقر بالشهادتين مؤمن حقاً، وإن اعتقد الكفر بالرسالة. وزعموا أيضاً أن المنافقين الذين أنزل الله تعالى في تكفيرهم آيات كثيرة كانوا مؤمنين حقاً، وأن إيمانهم كان كإيمان الأنبياء والملائكة. وقالوا في أهل الأهواء من مخالفيهم ومخالفي أهل السنة: أن عذابهم في الآخرة غير مؤبد».

### الكرامية والنبوة
بيّن عبد القاهر البغدادي موقف الكرامية من النبوة فيقول: ومن جهالاتهم في باب النبوة والرسالة قولهم: بأن النبوة والرسالة صفتان حالتان في النبي والرسول، سوى الوحي إليه، وسوى معجزاته، وسوى عصمته عن المعصية، وزعموا أن من فعل فيه تلك الصفة وجب على الله تعالى إرساله. وفرقوا بين الرسول والمرسل بأن الرسول من قامت به تلك الصفة، والمرسل هو المأمور بأداء الرسالة.
وهذا النص الذي ساقه عبد القاهر البغدادي يوضح لنا ما يلي:
1. ترى الكرامية أن النبوة والرسالة صفتان نفسيتان حالتان في النبي أو الرسول، وهو لهذه الصفة النفسية يعد نبياً.
2. معنى هذا أنها ترى أن المعجزات وغيرها من وحي لا تجعل المرء نبياً أو رسولاً لأن النبوة والرسالة لها شروط معينة وصفات محددة. ومن تتوافر فيه هذه الصفات هو بالضرورة رسول ونبي. أي أن النبوة والرسالة جاءت على محمد لأن له من الصفات ما تؤهله لتحمل هذه الأمانة، ولو لم تكن هذه الصفات موجودة لديه ما صح أن يكون نبياً أو رسولاً حتى وإن صدرت عنه بعض الأشياء الخارقة للعادة.
3. كذلك يوضح هذا النص تمييز الكرامية بين الرسول وبين المرسل، فهي ترى أن كل مرسل ينبغي أن يكون رسولاً، لكن يمكن أن يكون هناك رسول دون أن يكون مرسلاً. فمن جاء إليه الوحي وصدرت إليه التعاليم الدينية ثم أدركه الموت فإنه يكون حينئذ رسولاً لكنه ليس مرسلاً، فالرسول من قامت به الرسالة، أما المرسل فلا يشترط فيه قيام الصفة التي توجب على الله تعالى إرساله، بل يكفي - لكي يكون المرسل مرسلاً - أن يرسله الله ويأمره بأداء رسالة معينة، وكل رسول مرسل وليس العكس. ولا يكون الرسول مرسلاً إلا بعد أن يرسله الله، أما قبل إرساله إياه فهو رسول غير مرسل. ويجوز عزل المرسل ولكن لا يجوز عزل الرسول.[41]
4. أن الكرامية على ضوء النص السابق وبعض النصوص الأخرى، انتهت إلى القول بأن النبوة والرسالة كصفة ومهمة كلف بها الرسول تعصمه فقط عن ما يمكن أن ينتهي به إلى تحطيم فكرة العدالة أو حداً من حدود الله، أما غير ذلك من أخطاء، فالكرامية ترى أن الرسل ليسوا معصومين عنها.[42]

وإلى جانب ذلك كله فإن الكرامية ترى أنه ينبغي الإقرار بنبوة النبي ورسالة الرسل بمجرد أن يبلغ كل منهما رسالته. فيكفي أن يعرف ويسمع المرء عن النبي وأن يبلغ بما يقول به لكي يؤمن برسالته ودعوته ولم تشترط الكرامية في هذا الصدد ضرورة أن يبرهن النبي أو الرسول على صدق دعوته! لقد كان رأيهم في هذا أنه يكفي أن يقول النبي «أنا نبي» حتى يؤمنوا به، ويباركوا دعوته، وزعموا أيضاً أن النبي إذا ظهرت دعوته، فمن سمعها منه أو بلغه خبره، لزمه تصديقه والإقرار به من غير توقف على معرفة دليله. وقد سرقوا هذه البدعة من أباضية الخوارج الذين قالوا: أن قول النبي «أنا نبي» فنفسه حجة لا يحتاج معها إلى برهان.
ومع أن رأيهم هذا يبدو براقاً لطيفاً بحيث يمكن أن يباركه القلب ويلبي نداءه مباشرة إلا أن له في نفس الوقت خطورته القصوى، فلا يكفي أن يعلن النبي عن هويته حتى يؤمن به الناس، بل أنه من الشروط الرئيسية للإيمان بالنبوة أن تكون لدى النبي حجج وبراهين ومعجزات قوية يمكن أن يسوقها وأن يأتي ببعضها كشواهد صدق على ما يدعو إليه. أما الإيمان بالنبوة دون قيد وشرط، فأمر يتنافى كل المنافاة مع آدمية المرء لأنه حينئذ يطالب الفرد بإلغاء عقله ووجوده. وعند الكرامية - كما هو الحال عند المعتزلة - نجد أن الناس محجوجون بعقولهم، إذ يذهبون إلى القول بأنه ينبغي أن يهتدي المرء بعقله إلى معرفة الله وصفاته، وعليه أيضاً أن يدرك بعقله أن الله قد أرسل رسلاً من قبل، ولهذا ينبغي أن يؤمن - عقلياً - بهذه الرسل وبمن أرسلهم، وإلا استحق العقاب على تقصيره هذا. يقول عبد القاهر البغدادي: «وزعمت الكرامية أيضاً أن من لم تبلغه دعوة الرسل، لزمه أن يعتقد موجبات العقول، وأن يعتقد أن الله تعالى أرسل رسلاً إلى خلقه».

### الكرامية والإمامة
أما عن فكرة الإمامة فقد جوزت الكرامية كون إمامين في وقت واحد، مع وقوع الجدال والقتال، ومع الاختلاف في الأحكام. وقد أشار ابن كرام في بعض كتبه إلى أن علياً ومعاوية كانا إمامين في وقت واحد، ووجب على أتباع كل واحد منهما طاعة صاحبه، وإن كان أحدهما عادلاً والآخر باغياً. وقال أتباعه: أن علياً كان إماماً على وفق السنة، وكان معاوية إماماً على خلاف السنة، وكانت طاعة كل واحد منهما واجبة على أتباعه.